# سیارک ۱۵۸۱۷
سیارک ۱۵۸۱۷ (به انگلیسی: 15817 Lucianotesi، نامگذاری:1994QC) پانزده هزار و هشتصد و هفدهمین سیارک کشف شده‌است که در ۲۸ اوت ۱۹۹۴ کشف شد.
قدر مطلق سیارک برابر ۱۸٫۶۰ است.